# Мусаннаф Ибн Абу Шейбы
Муса́ннаф Ибн Аби Шейбы (араб. مصنف ابن أبي شيبة‎) — сборник хадисов, составленный Ибн Абу Шейбой. Известна также как Китаб аль-Муснад.
Имеет в своём составе хадисы марфу и хадисы маукуф. Самой длинным разделом в сборнике является глава об опровержении имаму Ханифе (Мухаммад Захид аль-Каусари опровергал эти претензии в своих книгах). Мусаннаф существуют во многих рукописях. Существуют также несколько современных изданий, например от индийского издательства «Ад-Дар ас-Салафия аль-Хиндия аль-Кадима», от издательства «Дар аль-Кыбла». Некоторые части Мусаннафа были напечатаны в Мультане. На мусаннаф выпущен шарх шейхом Саадом аш-Шасри.
Эта работа имела большой успех в Магрибе и в мусульманской Испании, где Баки ибн Махляд дал свое изложение по возвращении с Востока, к большому гневу муфтия Кордовы Ашбага ибн Халиля и где он оставался в употреблении в качестве учебника для учёных (уляма). В Магрибе число канонических сборников хадисов было увеличено с шести (Кутуб ас-ситта) до десяти, среди которых сборники аль-Бухари, Муслима, Малика, Абу Дауда, ан-Насаи, аль-Баззара, ад-Даракутни, аль-Байхаки, Ибн Абу Шейбы. Вероятно это было сделано ранними Альмохадами и в любом случае до 1225 года, когда по сообщению аль-Марракуши Абу Юсуф Якуб отдал приказ о том, что брать хадисы из аль-Мусаннафат аль-‘ашара в качестве источника для правил совершения молитву и всего, что с ней связано, для того, чтобы положить конец господству маликитского мазхаба.